# Buse Tosun
Buse Tosun (Karşıyaka, 1995. december 5. –) török női szabadfogású birkózó. A 2018-as birkózó-világbajnokságon bronzérmet nyert 72 kg-os súlycsoportban, szabadfogásban. Egyszeres világbajnoki bronzérmes női szabadfogású birkózó, kétszeres Európa-bajnoki bronzérmes. A 2018-as Mediterrán Játékokon aranyérmet szerzett 68 kg-os súlycsoportban. Az Akadémiai világbajnokságon 2016-ban aranyérmes, az Iszlám Szolidaritási Játékokon 2017-ben bronzérmes volt. A 2016. évi nyári olimpiai játékokon Törökországot képviselte.

## Sportpályafutása
A 2018-as birkózó-világbajnokságon a 72 kg-osok súlycsoportjában a bronzmérkőzése során a kínai Juan Wang volt az ellenfele. A mérkőzést 5–2-re nyerte.